# Cesare Fregoso
Cesare Fregoso (Campofregoso) (Roma, 1500 circa – Pavia, 3 luglio 1541) è stato un condottiero, letterato e diplomatico italiano. Fu il luogotenente in Italia di Francesco I di Francia e il capostipite del ramo nobiliare dei Fregoso di Padova.

## Biografia
Figlio primogenito di Giano Fregoso, doge di Genova e di Aldobella Leca di Corsica (†1482), fu uomo d'armi, esperto di architettura militare e letterato.

### Al servizio di Genova
Nel 1513 combatté a fianco di Ottaviano Fregoso, doge di Genova, per la riconquista della città nelle mani degli Adorno.

### Al servizio di Venezia
Nel 1524 fu al servizio di Venezia nel milanese contro i francesi. Nel novembre 1526, con Camillo Orsini al servizio dei veneziani, contrastò a Salò i Lanzichenecchi comandati da Georg von Frundsberg.
Nel 1527 cacciò da Genova Antoniotto Adorno, eletto doge il 2 giugno 1522, che si ritirò nel suo castello a Silvano d'Orba e nell'ottobre dello stesso anno partecipò all'assedio di Pavia, saccheggiata dai francesi guidati da Lautrec.
Nel settembre 1529 combatté a Carpenedolo e ne ottenne in cambio il feudo.
Nell'ottobre 1529 sposò Costanza Rangoni, sorella di Guido e vedova del conte Tommaso Calcagnini di Ferrara, dalla quale ebbe quattro figli.
Amico e protettore del novelliere Matteo Bandello, che divenne suo segretario, si trasferì con lui a Verona dal 1529 al 1536. Abitò a Garda sul lago omonimo un palazzo maestoso, nei pressi della porta settentrionale del paese.

### Al servizio della Francia
Nel 1536 abbandonò la Serenissima, lasciando Verona, per passare sotto la Francia: venne degradato, confiscati tutti i suoi beni e dichiarato disertore. Partecipò a diverse imprese con il cognato-condottiere Guido Rangoni. Nell'agosto dello stesso anno con il fratello Ercole (i Fregoso erano stati esclusi dagli “Alberghi Nobiliari” nella riforma del Doria), con Guido Rangoni, Cagnino Gonzaga e Barnaba Visconti, con un esercito italo-francese di 12.000 fanti e 800 cavalli, minacciarono Genova, ma all'interno della città nessuno aveva preso parte al loro tentativo di rovesciamento.
Dal 1538 al 1541 fu ospite con la moglie Costanza del marchese e cognato Aloisio Gonzaga a Castel Goffredo (qui nacque suo figlio Cesare) assieme a Matteo Bandello, che conobbe Lucrezia Gonzaga di Gazzuolo, sua futura discepola.

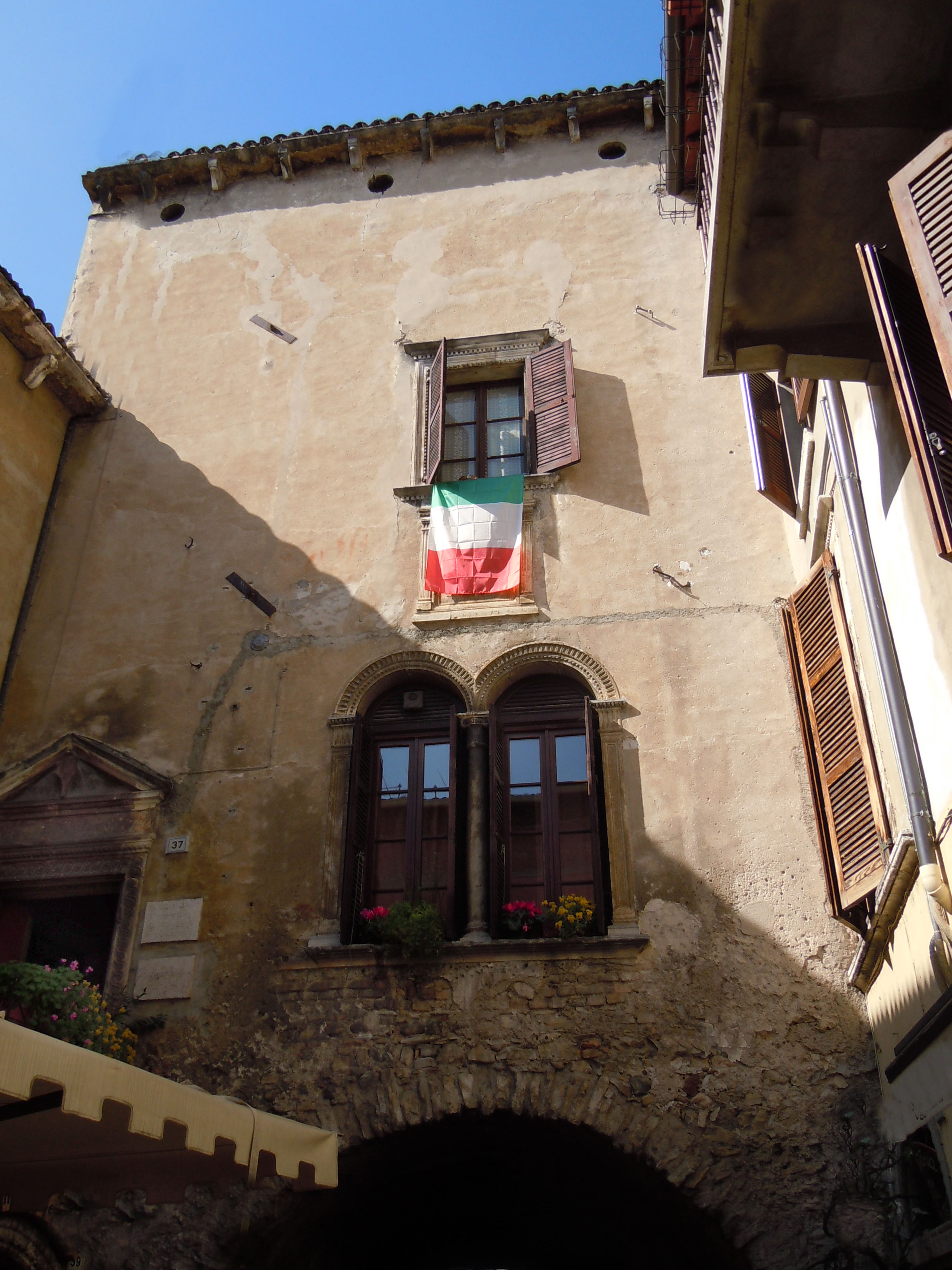
Garda, Palazzo Fregoso

Fu tacciato dal barbiere del duca di Urbino Pier Antonio da Sermide, assieme ad Aloisio Gonzaga, poi scagionato, di essere stato il possibile mandante dell'avvelenamento di Francesco Maria I della Rovere, morto il 20 ottobre 1538 a Pesaro.

### Morte
Venne assassinato, assieme al diplomatico Antonio Rincon, nei pressi di Rivoli da agenti spagnoli (tra questi, probabilmente, anche Alfonso III d'Avalos, governatore di Milano) di Carlo V il 3 luglio 1541. Il suo corpo venne ritrovato vicino a Pavia e fu sepolto a Castel Goffredo. I suoi beni vennero confiscati, dopo che i Veneziani si accorsero che Agostino Abbondio, decapitato a Venezia il 22 settembre 1542, passò al Fregoso alcuni documenti segreti riguardanti la Serenissima.
Dalla morte dei due agenti era nato uno scandalo: fu divulgata la notizia che gli assassinati erano latori di lettere al Sultano ottomano nelle quali si richiedeva un intervento dei turchi contro le terre di cristiani. Il re di Francia Francesco I in una lettera del 9 gennaio 1543 rivolta alla Dieta imperiale di Norimberga per spiegare il suo rifiuto ad intraprendere una guerra contro l'Impero Ottomano sostenuta dal suo avversario Carlo V, denunciava un complotto ordito per giustificare l'assassinio dei suoi due inviati avvenuto nel Ducato di Milano.

## Discendenza
Cesare e Costanza ebbero quattro figli:
- Ottaviano (?-1571), condottiero
- Cesare II, nacque a Castel Goffredo tra il 1536 e il 1540 e morì a Padova nel 1624. Sposò Lucilla Pio[9] ed ebbero tre figli
- Ettore, religioso e letterato
- Giano (1537-1586), vescovo di Agen nel 1555.

## Ascendenza
|                |                     |                      | Genitori            |  |  | Nonni             |  |  | Bisnonni      |  |
|                |                     |                      |                     |  |  | Tommasino Fregoso |  |  | Giano Fregoso |  |
|                |                     |                      |                     |  |  | Tommasino Fregoso |  |  | Giano Fregoso |  |
|                |                     | Violante da Montaldo |                     |  |  | Tommasino Fregoso |  |  |               |  |
| Giano Fregoso  |                     |                      |                     |  |  | Tommasino Fregoso |  |  |               |  |
|                |                     | Caterina Malaspina   | Antonio Malaspina   |  |  |                   |  |  |               |  |
|                |                     | Caterina Malaspina   | Antonio Malaspina   |  |  |                   |  |  |               |  |
|                |                     | Caterina Malaspina   | ...                 |  |  |                   |  |  |               |  |
| Cesare Fregoso |                     | Caterina Malaspina   |                     |  |  |                   |  |  |               |  |
|                | Giovanni Paolo Leca | Restoruccio Leca     |                     |  |  |                   |  |  |               |  |
|                | Giovanni Paolo Leca | Restoruccio Leca     |                     |  |  |                   |  |  |               |  |
|                | Giovanni Paolo Leca | Violanta da Gaggio   |                     |  |  |                   |  |  |               |  |
| Aldobella Leca | Giovanni Paolo Leca |                      |                     |  |  |                   |  |  |               |  |
|                |                     | Ne della Rocca       | Antonio della Rocca |  |  |                   |  |  |               |  |
|                |                     | Ne della Rocca       | Antonio della Rocca |  |  |                   |  |  |               |  |
|                |                     | Ne della Rocca       | Ne d'Istria         |  |  |                   |  |  |               |  |
|                |                     | Ne della Rocca       |                     |  |  |                   |  |  |               |  |

## Opere
Scrisse un Carmen in onore della regina Margherita di Navarra e fu amico del poeta Pietro Aretino.

## Omaggi poetici e letterari
Il poeta Matteo Bandello ha dedicato a Cesare Fregoso la Novella XIV della Seconda parte (1554) e la Novella LXVII della Terza parte (1554).